# Liste des seigneurs et barons de Craon
 (novembre 2024).
La mise en forme du texte ne suit pas les recommandations de Wikipédia : il faut le « wikifier ».
Les points d'amélioration suivants sont les cas les plus fréquents. Le détail des points à revoir est peut-être précisé sur la page de discussion.
- Les titres sont pré-formatés par le logiciel. Ils ne sont ni en capitales, ni en gras.
- Le texte ne doit pas être écrit en capitales (les noms de famille non plus), ni en gras, ni en italique, ni en « petit »…
- Le gras n'est utilisé que pour surligner le titre de l'article dans l'introduction, une seule fois.
- L'italique est rarement utilisé : mots en langue étrangère, titres d'œuvres, noms de bateaux, etc.
- Les citations ne sont pas en italique mais en corps de texte normal. Elles sont entourées par des guillemets français : « et ».
- Les listes à puces sont à éviter, des paragraphes rédigés étant largement préférés. Les tableaux sont à réserver à la présentation de données structurées (résultats, etc.).
- Les appels de note de bas de page (petits chiffres en exposant, introduits par l'outil «  Source ») sont à placer entre la fin de phrase et le point final[comme ça].
- Les liens internes (vers d'autres articles de Wikipédia) sont à choisir avec parcimonie. Créez des liens vers des articles approfondissant le sujet. Les termes génériques sans rapport avec le sujet sont à éviter, ainsi que les répétitions de liens vers un même terme.
- Les liens externes sont à placer uniquement dans une section « Liens externes », à la fin de l'article. Ces liens sont à choisir avec parcimonie suivant les règles définies. Si un lien sert de source à l'article, son insertion dans le texte est à faire par les notes de bas de page.
- La présentation des références doit suivre les conventions bibliographiques. Il est recommandé d'utiliser les modèles {{Ouvrage}}, {{Chapitre}}, {{Article}}, {{Lien web}} et/ou {{Bibliographie}}. Le mode d'édition visuel peut mettre en forme automatiquement les références.
- Insérer une infobox (cadre d'informations à droite) n'est pas obligatoire pour parachever la mise en page.

Pour une aide détaillée, merci de consulter Aide:Wikification.
Si vous pensez que ces points ont été résolus, vous pouvez retirer ce bandeau et améliorer la mise en forme d'un autre article.
La baronnie de Craon, qualifiée ordinairement de première baronnie d'Anjou, comprenait comme domaine : le château de Craon, les halles, le four banal, plusieurs moulins, huit étangs, la forêt de Craon et plusieurs autres bois ; plusieurs métairies.
Le baron de Craon avait plus de cent châtelains ou seigneurs lui rendant aveu et disposait des prébendes de l'église Saint-Nicolas de Craon, avait droits honorifiques dans toutes les églises du Craonnais ; 35 paroisses étaient dans le ressort de sa sénéchaussée. Les sépultures des seigneurs de Craon au Couvent des Cordeliers d'Angers ont été étudiées dans le Bulletin de la Mayenne.
La baronnie de Craon comprenait plusieurs Chalandes. Certaines paroisses restaient disputées comme Cossé-le-Vivien dont le bourg dépendait du Comté de Laval, et dont le Ressort dépendait de la baronnie de Craon et de l'Anjou.

## Seigneurs de Craon
- Suhart le Vieux, Suhardus, dominus Credonensis castri quem dicunt velulum, reçut l'inféodation de Craon de Foulques Nerra. Quand il donna Saint-Clément de Craon à l'abbaye Saint-Aubin d'Angers, Geoffroy II d'Anjou, né en 1006, était enfant.
- Guérin, fils aîné du précédent, Garinus, filius ejus (Suhardi vetuli) et hæres.
- Suhart le Jeune, frère du précédent, Garino mortuo, Suhardus minor, frater ejus successit, avant 1037 ; dépossédé pour félonie par  Charles Martel, c'est-à-dire en 1040 au plus tôt[4].

### Acte defélonie
L'acte de félonie d'un des trois premiers seigneurs de Craon envers le comte d'Anjou, qui amena la confiscation de la baronnie et son inféodation à Robert de Nevers, reste obscur.

### Famille de Craon

Armes : losangé d'or et de gueules

- Robert de Nevers, dit Robert le Bourguignon, quatrième fils de Renaud Ier de Nevers et d'Alix de France, fille de Robert II le Pieux, tire son surnom d'Agnès de Bourgogne, sa grand-tante, qui l'avait amené à la cour du comte d'Anjou. Geoffroy II d'Anjou, après avoir gardé quelque temps la baronnie confisquée, l'en gratifia avant 1054. Les chroniqueurs du XVIe siècle racontent qu'il avait été l'instigateur de la dépossession de Suhart le Jeune et l'auteur de sa mort dans un combat livré à Épinard. Il épousa : 1° Avoise, qui le fit seigneur de Sablé[6] ; 2° avant 1070, Berthe dont on ne connaît pas la famille. Visité à Sablé par le pape Urbain II, le 14 avril 1096, il se croisa tout vieux qu'il devait être et mourut au cours du voyage.

## Barons de Craon

### Famille de Craon
- Renaud Ier de Craon dit Le Bourguignon, fils aîné de  de Nevers, fut seigneur de Craon par suite d'une convention antérieure à 1070, faite avec son père qui s'était retiré à Sablé et aussi du chef de sa femme, Énoguen ou Domita, fille de Robert II de Vitré et petite-fille de Guérin de Craon, héritière de la terre de Craon, suivant ce qu'il dit lui-même dans une charte de l'abbaye de la Trinité de Vendôme (fille de Garin/Guérin Ier, de la première Maison de Craon, avant Robert le Bourguignon). Il fonda le chapitre de Saint-Nicolas et l'abbaye de la Roë, et mourut le 16 novembre 1102[7], ou le 17 décembre 1101[8]. Renaud le Bourguignon est témoin le 15 juillet 1095 du don fait au chapitre d'Angers de l'église Saint-Nicolas de Montrevault.
- Maurice Ier de Craon, déjà témoin en 1070, épousa Étiennette ou Tiphaine l'Anguille (fille héritière d'Hugues d'Ingrandes et Chantocé. Il était mort avant le mois d'avril 1117, quoique les Gesta consulum Andeg. le fassent assister à la bataille de Séez, en 1118.
- Hugues de Craon, fils unique, épousa : 1° Agnès († vers 1130 ; fille d'Hamon de Laval x Hersende ; et cette alliance contractée depuis plusieurs années, donna lieu en 1129 à une enquête prescrite par le pape et faite par Hildebert de Lavardin, archevêque de Tours ; 2° Marquise, laquelle, veuve de 1136 à 1139, convola avec Payen de Vaiges, seigneur de Mathefelon.
- Guérin II de Craon, resté fils unique d'Agnès de Laval, assiste à la consécration de l'église de la Roë, de 1136 à 1141.
- Maurice II de Craon, frère consanguin du précédent, encore mineur quand il lui succéda, fut fidèle à Henri II, roi d'Angleterre, comte d'Anjou, son suzerain, fit deux fois le voyage de Terre-Sainte, 1169, 1191, et fonda le Prieuré des Bonshommes de Ballots dans la forêt de Craon. Il épousa Isabelle de Meulan, veuve de Geoffroy III de Mayenne, et mourut le 10 août 1196[9].
- Maurice III de Craon, mineur à la mort de son père, quitta bientôt (1203) le parti de Jean sans Terre pour s'attacher au roi de France, devenu d'ailleurs comte d'Anjou par droit de conquête. Quoique son nom soit défiguré, c'est lui qu'il faut reconnaître dans la charte publiée aux preuves de l'Histoire de Mayenne (p. XXIX). Il mourut le 25 juillet, non 1207[10]. Maurice II de Craon est qualifié Sénéchal de Bretagne dans une charte de la duchesse Constance de Bretagne vers 1190-1194[11].

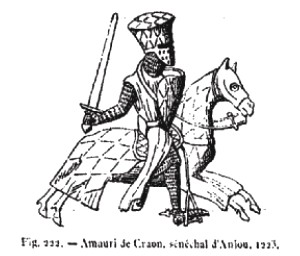
Sceau d'Amaury Ier de Craon, sénéchal d'Anjou (1223)

- Amaury Ier de Craon, frère du précédent, dit le chantre de la Philippéide, marié vers 1212 à Jeanne des Roches, dame de Sablé, de Briollay, de  Châteauneuf-sur-Sarthe, de Précigné, de Brion, d'Agon, de La Roche-aux-Moines et sénéchale d'Anjou à partir de 1222, fut fait prisonnier par Pierre Mauclerc, duc ballistre de Bretagne, le 3 mars 1223, mourut après 1226 et eut aussi sa sépulture en l'abbaye de la Roë. Jeanne des Roches mourut avant 1247, d'après l'enquête qui eut lieu en cette année-là sur les méfaits des officiers royaux, où l'on apprend encore que la terre avait été saisie pour une dette de cent marcs envers la veuve de Jean Le Bigot. Le même document montre enfin que Raoul de Fougères fut cité au Mans avant 1247 pour les affaires de Maurice de Craon, respectu Mauricii de Credonio.
- Maurice IV de Craon, encore mineur en 1237, mourut le 27 mai 1250, marié à Isabelle de la Marche, sœur utérine d'Henri III, roi d'Angleterre. Charles du Fresne du Cange[12] cite quelques mots d'une charte d'Isabelle de la Marche, dame de Craon, datée de l'an 1265, et extraite d'un registre des comtes d'Angoulême, à la Chambre des comptes de Paris.
- Amaury II de Craon, fils aîné, était sous la tutelle de sa mère en 1259, et mourut sans enfant d'Yolande de Dreux, du 27 mai 1269 au mois de juin 1270.
- Maurice V de Craon, frère du précédent, dut à la parenté de sa mère une situation spéciale à la cour d'Angleterre, sous Henri III et Édouard Ier. Il jouit aussi de la confiance de Charles II d'Anjou. La dévotion générale se portait alors vers les ordres mendiants. La chapelle funéraire des sires de Craon fut désormais au Couvent des Cordeliers d'Angers. Maurice V, mort à Paris au retour d'un voyage d'Angleterre, le 11 février 1293, y fut inhumé. Mahaut, fille de Gauthier VI Berthout, seigneur de Malines, qu'il avait épousée en 1275, convola avec Jean de Brienne le 22 juin 1305, en même temps que sa fille, Marie de Craon, épousait Robert Ier de Brienne, seigneur de Beaumont-le-Vicomte, fils de son second mari[13].
- Amaury III de Craon, aîné des cinq enfants du précédent, représenta son père absent à l'intronisation de Guillaume III Le Maire, évêque d'Angers, 1291 ; occupa des charges importantes aux cours de France et d'Angleterre ; céda ses charges héréditaires de sénéchal de Touraine, d'Anjou et du Maine, 1323, 1331. Il avait épousé : le 24 août 1300, Isabeau de Sainte-Maure ; et au mois d'octobre 1312, Béatrix de Roucy. Il était veuf une seconde fois à sa mort, arrivée le 26 janvier 1333[14]. Pour lui ou pour ses enfants, Amaury III obtint de Jean XXII de nombreuses faveurs spirituelles et temporelles[15].
- Amaury IV de Craon n'est que le petit-fils du précédent, Maurice, son père, étant mort avant d'arriver à la succession de Craon, laissant de Marguerite de Mello-St-Bris ce fils, âgé de sept ans, et une fille, Isabelle. Lieutenant du roi dans l'Anjou, le Maine, le Poitou, l'Aquitaine, la Normandie, la Touraine, de 1350 à 1370 ; fait prisonnier à la reddition de Romorantin (3 septembre 1356), délivré au traité de Brétigny ; il fut, quoique vassal du roi anglais pour ses terres de Thouars, un des fermes champions du Roi de France. En 1370, il renouvela les donations faites par son aïeul au prieuré de Sablé, parce que les « Gascons et Anglais qui s'étaient emparés de son château (de Sablé) avaient tout saccagé et avaient pris son sceau »[16]. Il mourut le 30 mai 1373, sans enfants de Pernelle de Thouars, après avoir fondé la chapelle du Buron (Morannes), et laissé en œuvres pies ou restitutions le revenu de ses terres pendant trois ans[17]. Amaury IV de Craon et Bertrand du Guesclin avaient récupéré sur les Anglais le monastère de Cunault, tant par les armes qu'au prix d'une rançon de 4 000 florins d'or. Le 5 novembre 1364, Urbain V écrit d'Avignon au comte d'Anjou de faire remettre le monastère au prieur Guy du Pin, son chapelain[18]. Guillaume de Mathefelon et Jean Lesillé, exécuteurs testamentaires d'Amaury IV. jouirent du revenu de ses terres pendant trois ans, pour l'acquittement de ses dettes ou la réparation des dommages causés par lui, solutionem forefactorum aut debitorum, 1375.
- Isabeau de Craon, sœur et unique héritière du précédent, eut de nombreux procès avec ses cousins[19]. Fiancée toute enfant, le 11 mars 1339, avec l'héritier présomptif de Laval, si le mariage fut accompli, elle fut dame de Laval pendant les quinze mois où Guy XI de Laval († 22 septembre 1348) posséda la baronnie ce Craon. Elle épousa en secondes noces Louis de Sully, fils de Jean de Sully et de Marguerite de Bourbon, partisan des Anglais, et contre lequel elle fut obligée, en 1376, de recourir à la sauvegarde du duc d'Anjou. Veuve en 1381, elle mourut le 2 février 1394 et fut enterrée dans la chapelle de Saint-Jean-Baptiste, au Couvent des Cordeliers d'Angers.

### Famille de la Trémoïlle
- Gui VI de La Trémoille, époux de Marie de Sully, 1382, † 1398. Sa veuve se remaria le 27 janvier 1401 et mourut en 1409.
- Georges Ier de La Trémoille, mort le 6 mai 1446, ayant été marié à Jeanne II d'Auvergne et à Catherine de l'Ile-Bouchard.
- Georges II de La Trémoille, marié le 8 novembre 1464 à Marie de Montauban, veuve de Louis Ier de Rohan-Guéméné, 1446, † 1481.
- Louis Ier de La Trémoille, frère aîné du précédent, mort en 1483, veuf depuis 1475 de Marguerite d'Ambroise.
- Louis II de La Trémoille, tué à la bataille de Pavie, 1525. Veuf de Gabrielle de Bourbon (30 novembre 1516), il avait épousé Louise Borgia. Louis II de la Trémoïlle fait au château de Craon, le 18 décembre 1481, un accord avec les religieux de l'Abbaye de la Roë et signe : Craon[20].
- François de La Trémoille, petit-fils du précédent, fils unique de Charles de La Trémoïlle, tué à la bataille de Marignan (1515), et de Louise de Coëtivy, épousa, le 23 janvier 1521, Anne de Laval, fille de Guy XVI de Laval, et mourut en 1541.
- Louis III de La Trémoille, mari de Jeanne de Montmorency, † le 25 mars 1577.

### Maison de Condé
- Henri Ier de Bourbon-Condé, marié en 1586 à Charlotte-Catherine de La Trémoille, fille du précédent, † 1588.
- Henri II de Bourbon-Condé, né posthume le 1er septembre 1588, † 1620.

### Famille d'Aloigny
- Louis d'Aloigny, marquis de Rochefort (-sur-Creuse, à Sauzelles), époux de Marie Habert de Montmort, par acquisition du 30 mai 1620, † 1654.
- Henri Louis d'Aloigny, dit le « maréchal de Rochefort », marié le 3 avril 1662 à Madeleine de Laval-Bois-Dauphin, † 1676.
- Louis Pierre Armand d'Aloigny, mort sans alliance en 1706, laissant pour héritière Marie-Henriette d'Aloigny, sa sœur. L'épitaphe d'Armand-Louis d'Aloigny est reproduite dans l'Épigraphie de la Mayenne[21].

### Famille de la Forêt d'Armaillé
- François de la Forêt d'Armaillé, acquéreur en 1702, † 1731. Il acheta, en 1702, la baronnie de Craon de Marie-Henriette d'Aloigny, il fut marié avec Marie-Jaubert de Briolay et 2° avec Gabrielle de Boyslesve, fille de l'intendant général des finances, et mourut en 1731 à Paris.
- François-Pierre de la Forêt d'Armaillé, mari de Françoise-Thérèse Gaubert, † 22 octobre 1743. Conseiller au parlement de Bretagne, 1714, il fut inhumé le 22 octobre 1743 à Saint-Nicolas de Craon, où son épitaphe a été retrouvée en 1846. L'épitaphe d'Armand-Louis d'Aloigny est reproduite dans l'Épigraphie de la Mayenne, dont la dalle de marbre est maintenant au cimetière de la Selle-Craonnaise.
- Ambroise-Pierre de la Forêt d'Armaillé, fils aîné et principal héritier, né le 2 avril 1734, mourut vers 1805. Il mourut à Grigny, le 1er mars 1806, laissant une fille unique, Marie-Adélaïde, veuve de François-Artus-Hyacinthe-Timoléon de Cossé-Brissac. Né le 2 avril 1734, il épousa, le 6 juillet 1753, Marie-Gabrielle de Mornay-Mont-chevreuil. Ambroise-Pierre-Léonard, 1757, et Pierre-Ambroise-Gaspard, 1758, ses enfants, sont baptisés à Craon. Il fit bâtir, par le château de Craon. Le marquis d'Armaillé demeurait ordinairement à Paris et avait peu de sympathies à Craon. Revenu dans cette ville le 15 août 1789, il fut accueilli par une émeute de la population qui lui aurait fait un mauvais parti sans l'intervention de la garde nationale. Un pamphlet, daté de Craon ce même jour, 15 août 1789, et imprimé à Paris chez Guillaume Junior, sous ce titre : Amende honorable d'un gros marquis devenu tambour …, raconte ce qui se passa. Le marquis se cacha pendant la Révolution française dans les environs de Paris et mourut en 1805. Il avait épousé en secondes noces Mlle de Moncrif. Une autre branche de la famille possédait depuis 1751 la terre et le château de Saint-Amadour.

### Histoire et généralités
- Château de Craon

### Données généalogiques
- Maison de Craon

### Sources primaires
- « Liste des seigneurs et barons de Craon », dans Alphonse-Victor Angot et Ferdinand Gaugain, Dictionnaire historique, topographique et biographique de la Mayenne, Laval, A. Goupil, 1900-1910 [détail des éditions] (BNF 34106789, présentation en ligne)